# شهرستان لیانشوی
شهرستان لیانشوی (به لاتین: Lianshui County) یک منطقهٔ مسکونی در چین است که در هوایان واقع شده‌است. شهرستان لیانشوی ۱٬۶۷۸ کیلومتر مربع مساحت و ۱٬۰۴۱٬۹۰۰ نفر جمعیت دارد.